# Президентские выборы в Беларуси (2001)
Выборы президента Республики Беларусь 2001 года (бел. Выбары Прэзідэнта Рэспублікі Беларусь 2001 года) — очередные (вторые) выборы президента Республики Беларусь. 
Палата представителей Национального собрания Республики Беларусь 7 июня 2001 года приняла Постановление, согласно которому выборы назначались на 9 сентября 2001 года. Было зарегистрировано 4 кандидата, один из которых — Семён Домаш — позже снялся в пользу Гончарика. В итоге в бюллетени присутствовало три фамилии: Александр Лукашенко, Владимир Гончарик и Сергей Гайдукевич.
Во время выборов были зафиксированы многочисленные нарушения. По официальным результатам выборов Александр Лукашенко был переизбран на должность главы государства и вступил в должность 20 сентября 2001 года. Европейский союз и США итоги выборов не признали.

## Избирательная система
Согласно статье 81 Конституции, президент избирается сроком на 5 лет и вступает в должность после принесения присяги. Выборы президента назначаются Палатой представителей после Национального собрания Республики Беларусь не позднее, чем за 5 месяцев, и проводятся в воскресенье не позднее, чем за 2 месяца до истечения срока полномочий действующего президента.
Согласно статье 80, президентом может быть избран гражданин Беларуси по рождению. До референдума в 2022 году он должен был быть не моложе 35 лет, обладать избирательным правом и постоянно проживать в республике не менее 10 лет непосредственно перед выборами. Кандидатом в президенты не вправе быть гражданин, имеющий судимость.
Согласно статье 64, голосовать на выборах президента имеют право дееспособные граждане Беларуси, достигшие возраста 18 лет и не находящиеся в местах лишения свободы.

## Назначение
ЦИК Беларуси назначил дату выборов — 9 сентября 2001 года.

## Календарный план
|                         | Пункт плана                                                              |
| ----------------------- | ------------------------------------------------------------------------ |
| Не позднее 20 июня      | Образование территориальных комиссий                                     |
| Не позднее 7 июля       | Образование участков для голосования                                     |
| Не позднее 24 июля      | Образование участковых комиссий                                          |
| 21 июня — 19 июля       | Выдвижение кандидатов в президенты (сбор подписей)                       |
| 20 июля — 4 августа     | Представление в ЦИК документов, необходимых для регистрации в президенты |
| 5—14 августа            | Регистрация кандидатов в президенты                                      |
| 15 августа — 8 сентября | Предвыборная агитация                                                    |
| 4—8 сентября            | Досрочное голосование                                                    |
| 9 сентября              | Выборы Президента Республики Беларусь                                    |
| Не позднее 19 сентября  | Установление ЦИКом итогов выборов Президента                             |

## Инициативные группы

### Зарегистрированные инициативные группы кандидатов[6]
| №  | Кандидат             | Должность (на момент видвижения)                                         | Численность инициативной группы (человек) | Собрано подписей | Сдано подписей | Принято подписей | Статус                  |
| -- | -------------------- | ------------------------------------------------------------------------ | ----------------------------------------- | ---------------- | -------------- | ---------------- | ----------------------- |
| 1  | Виктор Терещенко     | экономист, гендиректор Международного института менеджмента              | 6069                                      | 96717            | 68307          | 62879 (92,05 %)  | Отказано в регистрации  |
| 2  | Сергей Гайдукевич    | председатель Либерально-демократической партии                           | 2134                                      | 179061           | 136126         | 136066 (99,95 %) | Зарегистрирован         |
| 3  | Павел Козловский     | экс-министр обороны, генерал-лейтенант                                   | 1609                                      | 112102           | 80684          | 79351 (98,34 %)  | Отказано в регистрации  |
| 4  | Николай Мекеко       | индивидуальный предприниматель                                           | 135                                       | 42671            | —              | —                | снял свою кандидатуру   |
| 5  | Сергей Калякин       | председатель Партии коммунистов Белорусской                              | 2076                                      | 115681           | 96871          | 93562 (96,58 %)  | Отказано в регистрации  |
| 6  | Зенон Позняк         | председатель Консервативно-христианской партии — БНФ, политэмигрант      | 1429                                      | 103879           | 75818          | 73917 (97,49 %)  | Отказано в регистрации  |
| 7  | Александр Лукашенко  | президент Республики Беларусь                                            | 3830                                      | 467653           | 396380         | 395821 (99,85 %) | Зарегистрирован         |
| 8  | Семён Домаш          | бывший председатель Гродненского облисполкома                            | 3697                                      | 218951           | 161476         | 160077 (99,13 %) | Зарегистрирован         |
| 9  | Леонид Синицын       | экс-глава Администрации президента                                       | 1973                                      | 106786           | 86034          | 80540 (93,61 %)  | Отказано в регистрации  |
| 10 | Михаил Маринич       | экс-министр внешнеэкономической деятельности                             | 807                                       | 113836           | 96295          | 91021 (94,52 %)  | Отказано в регистрации  |
| 11 | Владимир Гончарик    | председатель Федерации профсоюзов                                        | 4054                                      | 134832           | 123304         | 121041 (98,16 %) | Зарегистрирован         |
| 12 | Сергей Антончик      | депутат Верховного Совета Республики Беларусь (1990—1995)                | 1155                                      | 68956            | —              | —                | снял свою кандидатуру   |
| 13 | Александр Ярошук     | председатель профсоюза сельхозработников                                 | 1209                                      | 102932           | 76263          | 68159 (89,37 %)  | Отказано в регистрации  |
| 14 | Константин Кононович | —                                                                        | 142                                       | 1565             | 786            | 741 (94,27 %)    | Отказано в регистрации  |
| 15 | Леонид Калугин       | генеральный директор завода «Атлант»                                     | 120                                       | 109832           | 95699          | 91345 (95,45 %)  | Отказано в регистрации  |
| 16 | Валентин Семак       | —                                                                        | 300                                       | —                | —              | —                | не сдавал подписи в ЦИК |
| 17 | Наталья Машерова     | филолог, депутат Палаты представителей, дочь П. М. Машерова              | 1281                                      | 15432            | —              | —                | сняла свою кандидатуру  |
| 18 | Михаил Чигирь        | экс Премьер-министр Республики Беларусь                                  | 1485                                      | 113454           | 87306          | 85323 (97,72 %)  | Отказано в регистрации  |
| 19 | Евгений Крыжановский | актёр, юморист                                                           | 134                                       | 29864            | —              | —                | не сдавал подписи в ЦИК |
| 20 | Юрий Даньков         | бизнесмен, владелец «Даньков-клуба»                                      | 244                                       | 94432            | 80940          | 62039 (76,64 %)  | Отказано в регистрации  |
| 21 | Валерий Левоневский  | предприниматель                                                          | 354                                       | 18436            | —              | —                | снял свою кандидатуру   |
| 22 | Сергей Скребец       | депутат Палаты представителей Национального собрания Республики Беларусь | 170                                       | 20034            | 13618          | 13324 (97,84 %)  | Отказано в регистрации  |

В итоге было зарегистрировано 4 кандидатов — Александр Лукашенко, Семён Домаш, Владимир Гончарик, Сергей Гайдукевич.
Однако заявили о сборе необходимых для регистрации кандидатом в президенты 100 тысяч подписей заявили — Александр Лукашенко, Семён Домаш, Владимир Гончарик, Сергей Гайдукевич, Сергей Калякин, Михаил Чигирь, Павел Козловский, Михаил Маринич, Леонид Синицын, Александр Ярошук, Зенон Позняк, Виктор Терещенко. Но, по данным ЦИК лишь 4 из них сдали необходимые 100 тысяч подписей.

## Досрочное голосование
4 сентября началось досрочное голосование. По данным ЦИК, явка за 4 дня досрочного голосования составила не более 28,2 %.

## Официальные результаты
| Кандидат                 | Кандидат                 | Субъект выдвижения                | Голосов   | %      |
| ------------------------ | ------------------------ | --------------------------------- | --------- | ------ |
|                          | Александр Лукашенко      | Независимый кандидат              | 4 666 680 | 75,65  |
|                          | Владимир Гончарик        | Независимый кандидат              | 965 261   | 15,65  |
|                          | Сергей Гайдукевич        | Либерально-демократическая партия | 153 199   | 2,48   |
| Против всех              | Против всех              | Против всех                       | 245 241   | 3,98   |
| Действительных голосов   | Действительных голосов   | Действительных голосов            | 6 030 381 | 97,75  |
| Недействительных голосов | Недействительных голосов | Недействительных голосов          | 138 706   | 2,25   |
| Всего голосов            | Всего голосов            | Всего голосов                     | 6 173 835 | 100,00 |
| Всего избирателей/явка   | Всего избирателей/явка   | Всего избирателей/явка            | 7 356 343 | 83,86  |

### По областям и городу Минску
- Жирным выделен кандидат, одержавший победу;
- Жирным курсивом выделен кандидат, занявший 2-е место.

| Регион              | Явка    | С. Гайдукевич | В. Гончарик | А. Лукашенко |
| ------------------- | ------- | ------------- | ----------- | ------------ |
| Брестская область   | 85,84 % | 2,44 %        | 15,73 %     | 76,17 %      |
| Витебская область   | 84,67 % | 2,41 %        | 12,76 %     | 77,45 %      |
| Гомельская область  | 85,74 % | 1,76 %        | 8,34 %      | 85 %         |
| Гродненская область | 85,67 % | 2,87 %        | 15,08 %     | 76,96 %      |
| Минская область     | 84,12 % | 2,32 %        | 14,84 %     | 76,56 %      |
| Могилёвская область | 85,26 % | 2,17 %        | 9,84 %      | 83,03 %      |
| Город Минск         | 77,59 % | 3,37 %        | 30,50 %     | 57,37 %      |
| Всего по стране     | 83,86 % | 2,48 %        | 15,65 %     | 75,65 %      |

### По районам
|  |  |  |  |

### Итог
Белорусская оппозиция, США и ЕС не признали результаты выборов, заявив, что те прошли с многочисленными нарушениями и не соответствовали демократическим стандартам. Наблюдатели от СНГ посчитали, что существенных нарушений в ходе выборов не было и их результаты отвечают волеизъявлению белорусского народа.

## Нарушения во время выборов
Препятствием для нормальной работы избирательной кампании стали обыски, конфискация оргтехники, агитационной и печатной продукции в помещениях штабов оппозиционных кандидатов, общественных объединений и частных квартирах людей, задействованных в президентской кампании. На протяжении летних месяцев было отмечено 20 таких случаев. Часть из них проходила как проверка финансовой деятельности, несмотря на полнейшую незаконность конфискации или обыска до возбуждения уголовного дела или выявления каких-либо нарушений.
Зафиксировано большое количество случаев увольнения с работы и исключения из вузов за участие в избирательной кампании на разных её этапах, а также за участие в Гражданской инициативе «Независимое наблюдение».
Широко практиковался разгон пикетов и встреч с избирателями оппозиционных кандидатов в президенты Беларуси, немотивированные и незаконные запреты осуществлять агитацию на конкретной территории — обычно вблизи административных учреждений или в многолюдных местах.
Нередко подсчёты голосов наблюдателей не совпадали с подсчётами членов комиссии, однако требования наблюдателей повторно пересчитать голоса постоянно отклонялись. Жалобы наблюдателей постоянно отклонялись Центральной комиссией.
КГБ, особенно в регионах, проводил многочисленные беседы с задержанными во время молодёжных акций. Среди целей работы с людьми было получение информации, оказание давления и приобретение информаторов. Отмечались случаи физического воздействия и шантажа. Шантаж со стороны сотрудников КГБ привёл к самоубийству юноши в Гомеле. В дни перед выборами значительное количество лиц, задействованных в кампании: юристы системы независимого наблюдения, члены молодёжных организаций, функционеры избирательных штабов оппозиционных кандидатов и т. д. — были предупреждены по телефону или при личных беседах о необходимости воздержаться от активных действий, что сопровождалось угрозами «жестокого наказания» в случае неподчинения.
Воздействие на общественные организации и политические партии в Беларуси имеет две основные формы. Во-первых, это действия, направленные на ликвидацию общественного объединения (партии) и манипулирование угрозой ликвидации. Лишение статуса юридического лица значительно осложняет организационно-правовую деятельность общественных объединений и полностью исключает из политической жизни партию. Во-вторых, это препятствия в деятельности путём конфискации оргтехники, финансовых проверок, обысков и т. д. Ликвидация общественного объединения или партии — исключительная мера воздействия. На протяжении года по политическим мотивам было ликвидировано несколько организаций, в том числе «Ассоциация белорусских студентов» и «Молодёжный информационный центр». Были начаты дела по ликвидации некоторых организаций («Гарт», «Гражданские инициативы»), у которых ранее была конфискована оргтехника и другое имущество. Перед выборами было использовано и ещё одно средство воздействия на общественные организации — вынесение им предупреждений Министерством юстиции. Так, ОО «Правозащитный центр „Вясна“» накануне выборов получил сразу два предупреждения от Министерства юстиции, что поставило объединение перед угрозой ликвидации и создало дополнительные препятствия в регистрации наблюдателей от организации.
Накануне выборов и в день голосования увеличилось число случаев отключения стационарных телефонов в штабах оппозиционного кандидата, штабе Гражданской инициативы «Независимое наблюдение», партий и общественных объединений. Вечером 9 сентября были отключены телефоны в большинстве негосударственных структур, связанных с выборами. В центре Минска на несколько часов была отключена мобильная связь, отсутствовала возможность пользования Интернет-сайтами независимых СМИ и некоторых общественных организаций.